# Helge Limburg
 Der er for få eller ingen kildehenvisninger i denne artikel, hvilket er et problem. Du kan hjælpe ved at angive troværdige kilder til de påstande, som fremføres i artiklen.

Helge Limburg (født 25. oktober 1982 i Hannover) er en tysk politiker, der sidder i  landdagen i Nedersachsen for det grønne parti Bündnis 90/Die Grünen.

## Skole og uddannelse
Limburg blev student i 2002 fra Campe-Gymnasium i Holzminden. Dernæst udførte han militærnægtertjeneste ved den ambulante ældrepleje i Bevern-Stadtoldendorf. Han begyndte i oktober 2003 at studere jura ved Universitetet i Bremen med speciale i arbejds- og socialret.

## Udlandsophold
I årene fra 2003 til 2006 har Helge Limburg været på flere udlandsophold. Således deltog han i august 2003 i en workcamp under Service Civil International e.V. i Nablus på Vestbredden og arbejdede i september 2003 på et børnehjem i Beit Jala også på Vestbredden.
I februar 2005 rejste Helge Limburg til Indien, hvor han var praktikant hos SYMRISE GmbH & Co. KG i New Delhi, og efterfølgende nogle uger i praktik ved Delhi High Court. Derudover studerede han i et semester fra september 2005 til januar 2006 på Yeditepe Üniversitesi i Istanbul, Tyrkiet med hovedvægten på europæisk og international ret.

## Politik
Helge Limburg engagerede sig tidligt i politik. Fra 2001 til 2005 sad han i kredsbestyrelsen for Bündnis 90/Die Grünen i Holzminden, fra 2002 til 2004 sad han i Grøn ungdoms delstatsbestyrelse i Nedersachsen. I 2004 var han medstifter af CampusGrün, en grøn universitetsgruppe i Bremen hvor han indtil 2005 var første talsmand. Efter at have været talsmand for Grøn ungdoms delstatsbestyrelse i Nedersachsen fra 2006 til 2007 blev han ved landdagvalget den 27. januar 2008 valgt ind i landdagen på de Grønnes delstatsliste.